# Psammodius ovatus
Psammodius ovatus är en skalbaggsart som beskrevs av Riccardo Pittino 1983. Psammodius ovatus ingår i släktet Psammodius och familjen Aphodiidae. Inga underarter finns listade i Catalogue of Life.